# سوزان ريد
سوزان ريد (بالإنجليزية: Susan Reed)‏ هي موسيقية أمريكية، ولدت في 11 يناير 1926 في كولومبيا في الولايات المتحدة، وتوفيت في 25 أبريل 2010 في لونغ آيلند في الولايات المتحدة.

## وصلات خارجية
- سوزان ريد على موقع IMDb (الإنجليزية)
- سوزان ريد على موقع ميوزك برينز (الإنجليزية)
- سوزان ريد على موقع أول موفي (الإنجليزية)
- سوزان ريد على موقع ديسكوغز (الإنجليزية)
- سوزان ريد على موقع كينوبويسك (الروسية)